# علم كمبوديا
أصبح هذا العلم رسميًا علم كمبوديا (بالخميرية: ទង់ជាតិកម្ពុជា)‏ للمرة الأولى في 20 أكتوبر - تشرين الأول من سنة 1948م وأعيد اعتماد هذا العلم علمًا رسميًا لكمبوديا للمرة الثانية في 29 يونيو - حزيران من سنة 1993م بعد عودة النظام الملكي هناك. يتكون العلم الكمبودي بصفة رئيسية من ثلاث ألوان وهي الأبيض والأحمر والأزرق، حيث يتكون علم كمبوديا الحالي من شريطين باللون الأزرق وفي وسط العلم شريط باللون الأحمر يتوسطه صورة لمعبد أنغكور وات باللون الأبيض.

## معنى ألوان العلم الكمبودي
- يرمز الأزرق إلى خليج تايلاند.
- يرمز الأحمر إلى الكفاح من أجل الاستقلال.
- يرمز الأبيض إلى الديانة البوذية.

## أعلام سابقة
|                                      | أزرق       | أحمر        | أبيض        |
| ------------------------------------ | ---------- | ----------- | ----------- |
| النموذج اللوني أحمر أخضر أزرق        | 3-46-161   | 224-0-37    | 255-255-255 |
| نظام عد ستة عشري                     | #032ea1    | #e00025     | #ffffff     |
| النموذج اللوني سيان ماجنتا أصفر أسود | 98-71-0-37 | 0-100-83-12 | 0-0-0-0     |

|                                      | أزرق       | أحمر        | أبيض        |
| ------------------------------------ | ---------- | ----------- | ----------- |
| النموذج اللوني أحمر أخضر أزرق        | 3-46-161   | 224-0-37    | 255-255-255 |
| نظام عد ستة عشري                     | #032ea1    | #e00025     | #ffffff     |
| النموذج اللوني سيان ماجنتا أصفر أسود | 98-71-0-37 | 0-100-83-12 | 0-0-0-0     |

|                                      | أزرق       | أحمر        | أبيض        |
| ------------------------------------ | ---------- | ----------- | ----------- |
| النموذج اللوني أحمر أخضر أزرق        | 3-46-161   | 224-0-37    | 255-255-255 |
| نظام عد ستة عشري                     | #032ea1    | #e00025     | #ffffff     |
| النموذج اللوني سيان ماجنتا أصفر أسود | 98-71-0-37 | 0-100-83-12 | 0-0-0-0     |

|                                      | أحمر       | أصفر      |
| ------------------------------------ | ---------- | --------- |
| النموذج اللوني أحمر أخضر أزرق        | 218-18-26  | 252-221-9 |
| نظام عد ستة عشري                     | #da121a    | #fcdd09   |
| النموذج اللوني سيان ماجنتا أصفر أسود | 0-92-88-15 | 0-12-96-1 |

|                                      | أحمر       | أصفر      |
| ------------------------------------ | ---------- | --------- |
| النموذج اللوني أحمر أخضر أزرق        | 218-18-26  | 252-221-9 |
| نظام عد ستة عشري                     | #da121a    | #fcdd09   |
| النموذج اللوني سيان ماجنتا أصفر أسود | 0-92-88-15 | 0-12-96-1 |

|                                      | أزرق       | أحمر        | أصفر      |
| ------------------------------------ | ---------- | ----------- | --------- |
| النموذج اللوني أحمر أخضر أزرق        | 3-46-161   | 224-0-37    | 252-221-9 |
| نظام عد ستة عشري                     | #032ea1    | #e00025     | #fcdd09   |
| النموذج اللوني سيان ماجنتا أصفر أسود | 98-71-0-37 | 0-100-83-12 | 0-12-96-1 |

|                                      | أزرق        | أبيض        |
| ------------------------------------ | ----------- | ----------- |
| النموذج اللوني أحمر أخضر أزرق        | 0-159-220   | 255-255-255 |
| نظام عد ستة عشري                     | #009fdc     | #ffffff     |
| النموذج اللوني سيان ماجنتا أصفر أسود | 100-28-0-14 | 0-0-0-0     |

|                                      | أزرق       | أحمر        | أبيض        |
| ------------------------------------ | ---------- | ----------- | ----------- |
| النموذج اللوني أحمر أخضر أزرق        | 3-46-161   | 224-0-37    | 255-255-255 |
| نظام عد ستة عشري                     | #032ea1    | #e00025     | #ffffff     |
| النموذج اللوني سيان ماجنتا أصفر أسود | 98-71-0-37 | 0-100-83-12 | 0-0-0-0     |